# Astrid Kumbernuss
Astrid Kumbernuss, nemška atletinja, * 5. februar 1970, Grevesmühlen, Vzhodna Nemčija.
Nastopila je na poletnih olimpijskih igrah v letih 1996, 2000 in 2004, leta 1996 je osvojila naslov olimpijske prvakinje v suvanju krogle, leta 2000 pa bronasto medaljo. Na svetovnih prvenstvih je osvojila tri zaporedne naslove prvakinje, na svetovnih dvoranskih prvenstvih srebrno in bronasto medaljo, na evropskih prvenstvih zlato in srebrno medaljo, na evropskih dvoranskih prvenstvih pa po dve zlati in bronasti medalji. 